# Maximilian Wittek
Maximilian Wittek (ur. 21 sierpnia 1995 we Freising) – niemiecki piłkarz grający na pozycji obrońcy. Od 2020 roku zawodnik SBV Vitesse występującego  w Eredivisie.

## Życiorys
Jest wychowankiem TSV 1860 Monachium. W latach 2013–2015 występował w jego rezerwach. Od 2014 roku grał również w pierwszym zespole. W 2. Bundeslidze zagrał po raz pierwszy 10 sierpnia 2014 w przegranym 0:3 meczu z RB Leipzig. 1 lipca 2017 odszedł na zasadzie wolnego transferu do SpVgg Greuther Fürth.